# (38708) 2000 QQ89
2000 QQ89 (asteroide 38708) é um asteroide da cintura principal. Possui uma excentricidade de 0.18258370 e uma inclinação de 3.01935º.
Este asteroide foi descoberto no dia 25 de agosto de 2000 por LINEAR em Socorro.